# Podolí I
Podolí I település Csehországban, Píseki járásban. Podolí I Slabčice, Jetětice, Olešná, Křenovice, Temešvár és Bernartice településekkel határos. Lakosainak száma 359 fő (2024. január 1.).

## Népesség
A település lakosságának változását az alábbi diagram mutatja:
| Lakosok száma | 633  | 643  | 583  | 396  | 404  | 355  | 365  | 373  | 365  | 359  |
|               | 1869 | 1890 | 1921 | 1950 | 1980 | 2001 | 2017 | 2019 | 2022 | 2024 |